# Таврійська сільська рада (Скадовський район)
Таврі́йська сільська́ ра́да — адміністративно-територіальна одиниця та орган місцевого самоврядування у Скадовському районі Херсонської області. Адміністративний центр — селище Таврія.

## Загальні відомості
Таврійська сільська рада утворена 21 листопада 1986 року.
- Територія ради: 1,947 км²
- Населення ради: 1 674 особи (станом на 2001 рік)

## Населені пункти
Сільській раді підпорядковані населені пункти:
- с-ще Таврія
- с-ще Вишневе

## Склад ради
Рада складається з 16 депутатів та голови.
- Голова ради: Галянтова Тетяна Степанівна
- Секретар ради: Волошина Наталя Василівна

### Керівний склад попередніх скликань
| Прізвище, ім'я, по батькові    | Основні відомості                                                         | Дата обрання | Дата звільнення |
| ------------------------------ | ------------------------------------------------------------------------- | ------------ | --------------- |
| Пастерчук Леонід Олександрович | Сільський голова, 1950 року народження, член Комуністичної партії України | 26.03.2006   | 31.10.2010      |
| Галянтова Тетяна Степанівна    | Сільський голова, 1962 року народження, освіта вища, позапартійна         | 31.10.2010   |                 |

Примітка: таблиця складена за даними сайту Верховної Ради України

### Депутати
За результатами місцевих виборів 2010 року депутатами ради стали:

#### За суб'єктами висування
| Суб'єкт висування           | Кількість обраних депутатів | %    |
| --------------------------- | --------------------------- | ---- |
| Партія регіонів             | 12                          | 75   |
| Комуністична партія України | 2                           | 12,5 |
| Самовисування               | 2                           | 12,5 |

#### За округами
| № округу                    | Прізвище, ім'я, по батькові       | Дата визнання обраним | Освіта             | Партійна приналежність                        | Відомості про обраного депутата                                       |
| --------------------------- | --------------------------------- | --------------------- | ------------------ | --------------------------------------------- | --------------------------------------------------------------------- |
| Комуністична партія України |                                   |                       |                    |                                               |                                                                       |
| 11                          | Целінко Володимир Іванович        | 02.11.2010            | середня спеціальна | позапартійний                                 | тимчасово не працює                                                   |
| 14                          | Базильчук Сергій Адамович         | 02.11.2010            | середня спеціальна | позапартійний                                 | Скадовське управління водного господарства, машиніст насосної станції |
| Партія регіонів             |                                   |                       |                    |                                               |                                                                       |
| 1                           | Заворітний Віктор Петрович        | 02.11.2010            | середня спеціальна | член Партії регіонів                          | КП «Таврійське», директор                                             |
| 2                           | Федорова Надія Миколаївна         | 02.11.2010            | середня спеціальна | позапартійна                                  | тимчасово не працює                                                   |
| 3                           | Гаєвський Віктор Миколайович      | 02.11.2010            | середня спеціальна | позапартійний                                 | Скадовська ветмедицина, ветеринарний лікар с. Таврії                  |
| 4                           | Васянович Таміла Іванівна         | 02.11.2010            | середня спеціальна | позапартійна                                  | Поштове відділення зв'язку с. Таврія, начальник відділення            |
| 5                           | Афанасієвський Олександр Іванович | 02.11.2010            | вища               | позапартійний                                 | тимчасово не працює                                                   |
| 6                           | Коваленко Римма Семенівна         | 02.11.2010            | середня спеціальна | член Партії регіонів                          | Таврійський ясла-сад, завгосп                                         |
| 7                           | Волошина Наталя Василівна         | 02.11.2010            | вища               | член Партії регіонів                          | Таврійська сільська рада, секретар                                    |
| 8                           | Гладких Максим Анатолійович       | 02.11.2010            | середня            | позапартійний                                 | тимчасово не працює                                                   |
| 9                           | Федорова Ніна Степанівна          | 02.11.2010            | вища               | член Партії регіонів                          | пенсіонер                                                             |
| 10                          | Афанасієвський Іван Іванович      | 02.11.2010            | середня спеціальна | позапартійний                                 | Фермерське господарство, голова                                       |
| 15                          | Столярчук Сергій Володимирович    | 02.11.2010            | середня спеціальна | член Партії регіонів                          | Скадовське управління водного господарства, машиніст насосної станції |
| 16                          | Мінасян Гарнік Гвідонович         | 02.11.2010            | середня            | позапартійний                                 | пенсіонер                                                             |
| Самовисування               |                                   |                       |                    |                                               |                                                                       |
| 12                          | Дем'янюк Ольга Василівна          | 02.11.2010            | вища               | член Селянської партії України                | Таврійська загальноосвітня школа, вчитель                             |
| 13                          | Суходол Людмила В'ячеславівна     | 02.11.2010            | вища               | член Всеукраїнського об'єднання «Батьківщина» | Таврійська загальноосвітня школа, вчитель                             |

## Населення
Згідно з переписом УРСР 1989 року чисельність наявного населення сільської ради становила 1592 особи, з яких 769 чоловіків та 823 жінки.
За переписом населення України 2001 року в селі мешкало 1710 осіб.

### Мова
Розподіл населення за рідною мовою за даними перепису 2001 року:
| Мова       | Відсоток |
| ---------- | -------- |
| українська | 91,46 %  |
| російська  | 5,85 %   |
| молдовська | 0,54 %   |
| румунська  | 0,54 %   |
| вірменська | 0,30 %   |
| білоруська | 0,12 %   |
| інші       | 1,19 %   |